# نهلة الفهد
نهلة الفهد، هي مخرجة إماراتية، وواحدة من المخرجين الرائدين في مجال الإعلانات التجارية والترفيهية والأفلام الوثائقية والفيديوهات الموسيقية في الإمارات العربية المتحدة والشرق الأوسط.

## حياتها
حاصلة على شهادة الماجستير مع مرتبة الشرف في إدارة الإبداع والتغيير من جامعة حمدان بن محمد الذكية وشهادة البكالوريوس مع مرتبة الشرف في إدارة الأعمال التسويق من جامعة دبي، وشهادة الدبلوم العالي في الإعلام والاتصال من دبي بوليتكنك.
قدمت أكثر من 60 كليباً للعشرات من نجوم الغناء الخليجي والعربي، كما أخرجت العديد من الأوبريتات والأعمال الوطنية، وأخرجت ثلاث مسلسلات خليجية: مسلسل حرب القلوب 2015، مسلسل ساعة الصفر 2016، ومسلسل دموع الأفاعي 2017. تستعد حالياً للدراما من خلال إخراج فيلم روائي خليجي طويل. رفضت العمل مع مطربات الإغراء بالجسد. أعمالها تخطت الحواجز الجغرافية وديانا حداد ولطيفة كانتا أدواتها للوصول للجمهور العربي.

## الجوائز وشهادات التقدير
- درع تكريم وشهادة تكريم بيوم المرأة العالمي من ضمن قيادات نسائية إماراتية شابة من قبل وزارة الشؤون الاجتماعية في دولة الإمارات العربية المتحدة يوم 6 آذار/مارس 2010.
- جائزة تقديرية خاصة عن إخراج فيديو كليب «يا عيبو» في مهرجان اوسكار الفيديو كليب 2009 في دورته العاشرة في القاهرة - مصر.
- أفضل مخرجة إماراتية ضمن استفتاء الفجيرة للإعلام 2008.
- أفضل فيديو كليب للفنان عيضه المنهالي استفتاء أبو ظبي 2007.
- درع تكريم لإخراج أوبريت الرحيل «مهداة للمغفور له الشيخ زايد بن سلطان آل نهيان» من قبل مؤسسة الشيخة فاطمة بنت مبارك في تشرين الثاني/نوفمبر 2006.
- شهادات تقدير من عدد كبير من الجهات الرسمية والحكومية بدولة الإمارات للمساهمة في إخراج العديد من الأعمال التلفزيونية والوثائقية.

## أهم أعمالها في مجال الإخراج
- «سيد الحمقيُ» ديانا حداد2021.
- «مش رح نختلف» ديانا حداد 2020. تم التصوير في باريس.
- أوبريت «الولاء والانتماء» - 54 فنان وفنانة من الإمارات 2011. تم التصوير في دبي
- «أنا جندي» - دبا الحربية 2011. تم التصوير في دبي
- «جسر الصداقة» - ميحد حمد 2012. تم التصوير في دبي
- «مسألة سهلة» - بلقيس 2012. تم التصوير في بيروت
- «مرت سنة» - محمد عبده وعبد المجيد عبد الله 2010. تم التصوير بين مدينتي دبي وبيروت
- «سامح» - أبوبكر سالم وراشد الماجد 2010. تم التصوير بين مدينتي دبي وبيروت
- «الشرطة والإشارة» - فايز السعيد 2010 بمشاركة النجمة بثينة الرئيسي. تم التصوير في بيروت
- «اغلى منك» - محمد الزيلعي 2011 تم التصوير في بيروت
- «نارك حطب» - لطيفة، 2010 تم التصوير في الشارقة
- «أتحدى» - لطيفة 2011 تم التصوير في مدينة دبي
- «كل واحد» - لطيفة. آذار/مارس 2010 تم تصويره في مدينة دبي.
- «مملوح» - لطيفة. شباط/فبراير 2010 تم التصوير في مدينة دبي.
- «في أمور» - راشد الفارس. كانون الأول/ديسمبر 2009 تم تصويره في مدينة جبيل في لبنان.
- «ما يطيق الصبرا» - محمد الزيلعي. تشرين الثاني/نوفمبر 2009. تم تصويره في مدينة جبيل في لبنان.
- «يا يمه حبيته» - منى أمارشا. تشرين الثاني/نوفمبر 2009 تم تصويره في بيروت.
- "إعلان لشركة الاستثمارات البترولية الدولية IPIC أبوظبي. تم التصوير في بيروت.
- «يا زعلان» - ديانا حداد. تشرين الأول/أكتوبر 2009 تم تصويره في مدينة دبي.
- «من حقي أغير» - راشد الماجد. تشرين الأول/أكتوبر 2009 تم تصويره في بيروت.
- «تراثيات التجافي» - الوسمي. تشرين الأول/أكتوبر 2009 تم تصويره في رأس الخيمة في دولة الإمارات.
- «يزيد الشوق» - فلة الجزائرية. حزيران/يونيو 2009 تم تصويره في مدينة دمشق.
- يا عيبو - ديانا حداد. آذار/مارس 2009 تم تصويره في مدينة بيروت.
- «لي ما يبانا» - نورهان. تشرين الثاني/نوفمبر 2008 تم تصويره في دبا الحصن (الفجيرة) في دولة الإمارات.
- «شفت إتصالك» - ديانا حداد. تموز/يوليو 2008 تم تصويره في مدينة بيروت.
- «عذاب الهوى» - ديانا حداد. آذار/مارس 2008 تم تصويره في مدينة دبي.
- «انا عارفة» - لطيفة 2009، الدوحة، قطر.
- «لو فاكر» - لطيفة كانون الثاني/يناير 2009 تم تصويره في مدينة دبي.
- «سيبني شويه» - لطيفة نيسان/أبريل 2009 تم تصويره في دولة الإمارات.
- «روحي بترد فيا» - لطيفة. تم تصويره في مدينة الدوحة في منطقة سوق واقف.
- «صد وبعاد» - لطيفة. 2008. تم تصوير الكليب في الفجيرة في دولة الإمارات.
- «خربوك» - علي بن محمد. تشرين الثاني/نوفمبر 2008 تم التصوير في دبي.
- «وا مصيبتاه» - أحمد عبد الله. آب/أغسطس 2008. تم تصويره في بيروت.
- «آخر قراري» - رباب مارس 2008. روتانا.
- «حس بي» - منصور المهندي. 2008. روتانا.
- «ذبحني هواهم» - أريام. كانون الأول/ديسمبر 2007 تم تصويره في دبي
- «سود العيون» - عيضة المنهالي. 2006